# Dicen que soy comunista
Dicen que soy comunista es una película de comedia y política mexicana de 1951, escrita y dirigida por Alejandro Galindo, y protagonizada por Adalberto Martínez «Resortes», María Luisa Zea y Josefina del Mar. Ésta fue la última aparición de María Luisa Zea en escena junto a Resortes.
El argumento y la secuencia de esta película son similares y/o diferentes a los de las tres películas, Si yo fuera diputado... (1952), Su Excelencia (1967) y El ministro y yo (1976), de Mario Moreno «Cantinflas».

## Argumento
Un obrero viudo que vive con su hijo pequeño lee por casualidad un folleto que promociona la rama del partido comunista local, y lleno de esperanza y buenas intenciones, decide unirse. Desafortunadamente, pronto descubre que los líderes del partido están más preocupados por sus propios intereses y sus propios bolsillos que por las necesidades reales de los pobres.

## Reparto
- Adalberto Martínez «Resortes» como Benito Reyes.
- María Luisa Zea como Berta.
- Miguel Manzano como Macario Carrola.
- Joaquín Roche hijo como Huicho.
- Charles Rooner como don Guillermo.
- Salvador Quiroz como Teófilo Mendieta.
- Arturo Castro «Bigotón» como Nabor Méndez.
- Jorge Arriaga como Camarada Buenaventura.
- Manuel Dondé como Camarada Palomera.
- Bruno Márquez como Anunciador en concurso (como Bruno T. Marquez)
- Carmen Manzano como Doña Lolita.
- Josefina del Mar como Olga Figueroa.
- Jaime Jiménez Pons como Amigo de Huicho (como Jaime Jiménez).
- Armando Acosta como Hombre en baile (no acreditado).
- Jorge Alzaga como Miembro del comité (no acreditado).
- Daniel Arroyo como Cliente en restaurante (no acreditado).
- Augusto Benedico como Don Federico, jefe de Benito (no acreditado).
- Victorio Blanco como Miembro del comité (no acreditado).
- Lupe Carriles como Vecina (no acreditada).
- Enrique Carrillo como Cliente en fonda (no acreditado).
- Alfonso Carti como Policía (no acreditado).
- José Chávez como Hombre en baile (no acreditado).
- Nacho Contla como Gildardo Molina, señor gobernador (no acreditado).
- Enedina Díaz de León como Doña Brigida (no acreditada).
- Jesús García como Compañero Ruiz (no acreditado).
- Emilio Garibay como Camarada (no acreditado).
- Carmen Guillén como Mujer del censo (no acreditada).
- Leonor Gómez como Vecina (no acreditada).
- Chel López como Camarada Ruelas (no acreditado).
- Jorge Martínez de Hoyos como Miembro del comité (no acreditado).
- Pepe Martínez como Dueño de fonda (no acreditado).
- Héctor Mateos como don Pablo (no acreditado).
- Gloria Oropeza como Vecina (no acreditada).
- Antonio Padilla "Pícoro" como Miembro del comité (no acreditado).
- Ignacio Peón como Transeúnte (no acreditado).
- José Pulido  como Camarada Leobardo Tolentino (no acreditado).
- Guillermo Ramírez como Esbirro de Guillermo (no acreditado).
- Ignacio Retes como Francisco Rodríguez Franco (no acreditado).
- Ángela Rodríguez como Mujer en concurso (no acreditada).
- Gilda Selva (no acreditada).
- Manuel Trejo Morales como Marcelo, maître d' (no acreditado).
- Manuel «El Loco» Valdés como Hombre en baile (no acreditado).
- Alfredo Varela padre como Cliente en fonda (no acreditado).
- Hernán Vera como don Roque (no acreditado).